# Undead (Six Feet Under)
Undead è il nono album in studio del gruppo musicale death metal statunitense Six Feet Under, pubblicato nel 2012.

## Tracce
1. Frozen at the Moment of Death – 3:42
2. Formaldehyde – 2:47
3. 18 Days – 2:40
4. Molest Dead – 3:13
5. Blood on My Hands – 3:37
6. Missing Victims – 3:57
7. Reckless – 3:04
8. Near Death Experience – 2:56
9. The Scar – 3:07
10. Delayed Combustion Device – 3:27
11. Vampire Apocalypse – 3:54
12. The Depths of Depravity – 3:49

## Formazione
- Chris Barnes - voce
- Rob Arnold - chitarra, basso
- Kevin Talley - batteria
- Steve Swanson - chitarra